# Caleta Vago
La caleta Capitán Vago o ensenada del Rey Eduardo (en inglés: King Edward Cove) es una ensenada protegida inmediatamente al suroeste del monte Duse, en el lado oeste de la bahía Guardia Nacional (o Cumberland Este), en la isla San Pedro (Georgia del Sur). 
En esta ensenada se encuentra la antigua estación ballenera de Grytviken (fundada por argentinos y noruegos en 1904) y la capital del territorio británico de ultramar de las Islas Georgias del Sur y Sandwich del Sur (administradas por el Reino Unido y reclamadas por Argentina), punta Coronel Zelaya (establecida en 1909), donde funciona una estación del British Antarctic Survey la Base King Edward Point. Argentina integra a la isla al Departamento Islas del Atlántico Sur, dentro de la Provincia de Tierra del Fuego, Antártida e Islas del Atlántico Sur.
En el lado norte de la entrada a la caleta se encuentra la punta Carcelles, y al sur se eleva la pequeña roca Hobart.

## Toponimia

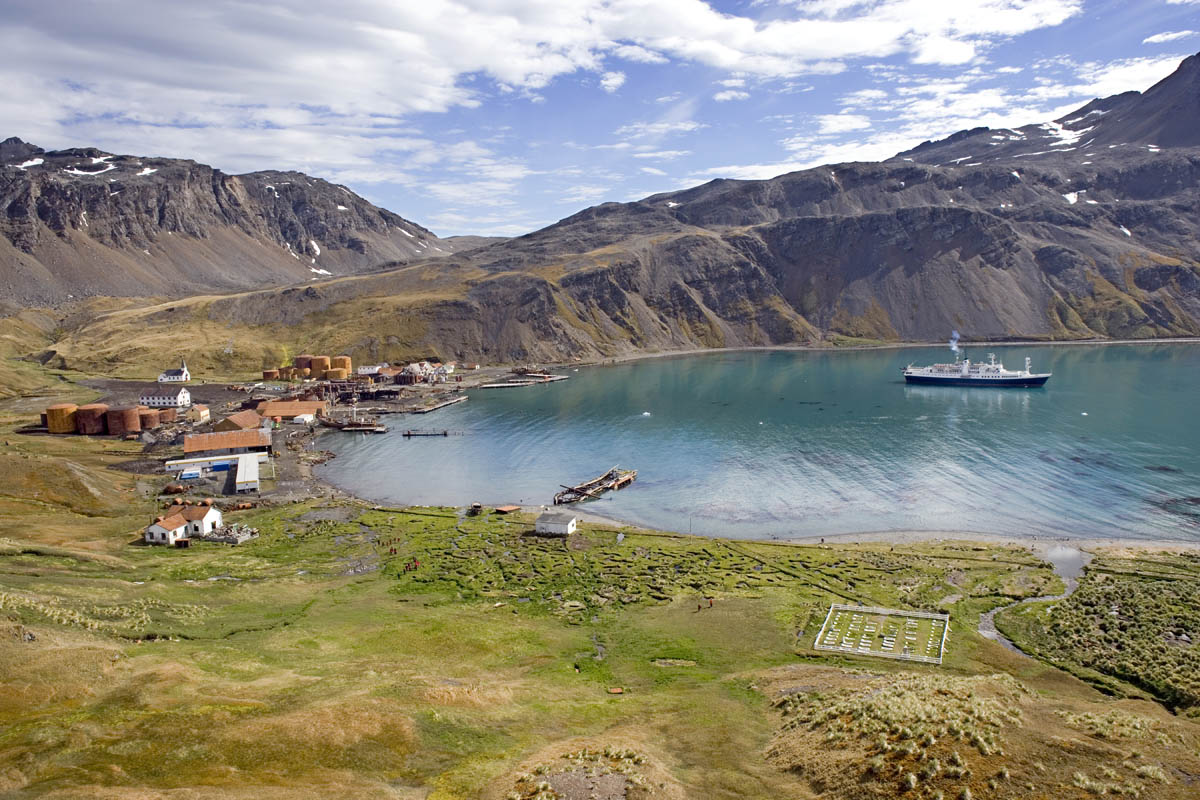
Grytviken y la caleta Vago.

El nombre en español hace referencia al Capitán de Fragata Ricardo A. Vago quien estuvo al mando del ARA Guardia Nacional durante al viaje a las islas de 1923. En este viaje se efectuaron importantes observaciones hidrográficas. El capitán Vago, midiendo diferencias de temperatura del agua de mar, se dio cuenta de la convergencia antártica, descubierta años más tarde con métodos modernos. También realizó un reconocimiento hidrográfico en las islas Pájaro y Bienvenido y durante la estadía de dos semanas entre el 6 y el 22 de febrero en Gritviken, condujo relevamientos costeros, recolectó información detallada de balizamiento y preparó un censo general de las instalaciones de las seis compañías pesqueras allí instaladas. El ARA Guardia Nacional regresó a Buenos Aires a principios de 1924.
En inglés fue nombrado en 1906 por el rey Eduardo VII de Inglaterra y también a lo largo de su historia ha recibido otros nombres.

## Historia
Esta caleta, frecuentada por los primeros cazadores de focas en la isla San Pedro, fue trazada por la Expedición Antártica Sueca, de 1901 a 1904, bajo Otto Nordenskiöld, y en julio de 1905 la tripulación del ARA Guardia Nacional trazó una carta topográfica de toda la bahía Cumberland.

### Guerra de las Malvinas

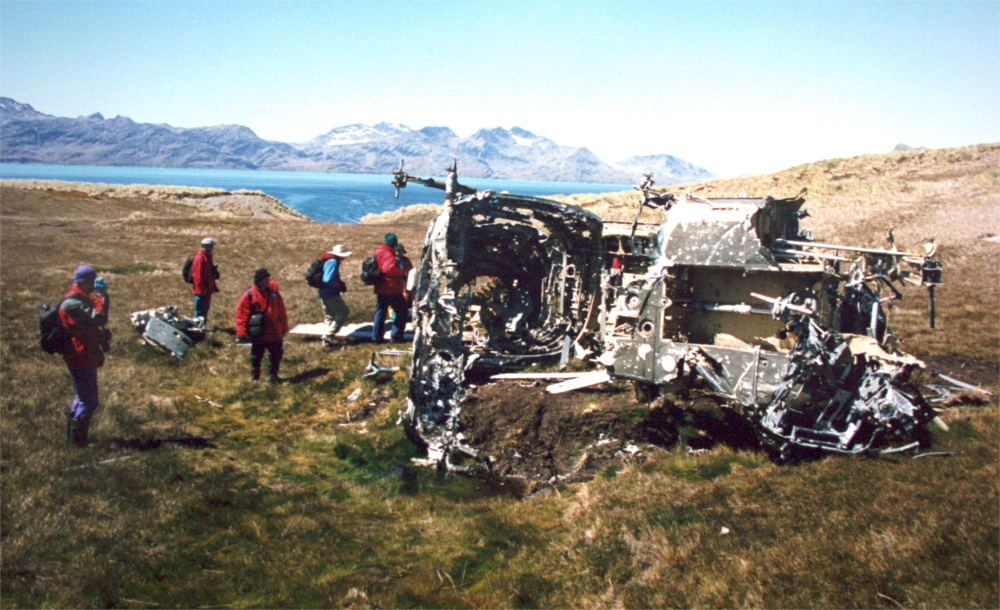
Restos del helicóptero Puma argentino.

La Operación Georgias tuvo como objetivo recuperar la soberanía argentina en el archipiélago de las islas Georgias del Sur. El único combate que se libró durante esta operación fue bautizado posteriormente como "Combate de Grytviken" y tuvo lugar el 3 de abril de 1982, en punta Coronel Zelaya dentro de la caleta Capitán Vago y duró menos de dos horas, finalizando con el triunfo argentino.
El 1 de abril de 1982, el ARA Guerrico (P-32) juntamente con el transporte polar ARA Bahía Paraíso (B-1) conformaron el Grupo de Tareas 60.1 cuya misión era tomar Grytviken y controlar la población civil. El 2 de abril se abatió sobre la zona un fuerte temporal, lo que demoró el arribo de la unidad. Mientras tanto el ARA Bahía Paraíso inició el reconocimiento en la bahía Cumberland. La unidad arribó a la zona exterior de dicha bahía por la noche.
El día 3, en la mañana se iniciaron las maniobras de combustible, traspaso de personal y de carga entre el ARA Guerrico y el ARA Bahía Paraíso. Finalizado el alistamiento el ARA Guerrico precedió al ARA Bahía Paraíso en su entrada a bahía Cumberland y Guardia Nacional, a fin de determinar la existencia de emisiones electromagnéticas que indicasen la presencia del HMS Endurance u otra unidad inglesa, con resultado negativo.
La unidad ingresó a la Caleta Capitán Vago, donde se observó el desplazamiento de personal británico en tierra que se ocultaba e intentaba tomar posiciones. Minutos después se inició el despliegue con un helicóptero Puma del Ejército Argentino, que comenzó a ser abatido por fuego británico. Evaluándose la conveniencia de centrar la atención sobre el buque para proteger a las fuerzas propias en tierra, se decidió continuar con la penetración en la caleta y batir con las armas el lugar probable donde se encontraban los británicos. Se inició fuego con el montaje de 20 mm de estribor sobre las proximidades del hospital del asentamiento de punta Coronel Zelaya, luego de hacer fuego la ametralladora quedó trabada; por lo que se ordena hacer fuego con el cañón de 40 mm, luego de algunos disparos sobre la probable zona británica el montaje quedó momentáneamente inoperante. Con estos inconvenientes y bajo el fuego enemigo de armas automáticas y morteros, se ordena abrir fuego con cañón de 100 mm, pero este queda fuera de servicio.
Ante la imposibilidad de autodefensa y previendo un ataque de mayor gravedad, se ordenó todo timón a babor, máxima velocidad y tomar la salida de la Caleta, recibiendo fuego por la otra banda. Durante este tiempo el personal del montaje de 40 mm logró ponerlo en servicio y abrió fuego sobre las tropas británicas, las que inmediatamente realizaron señales de rendición. Con el buque fuera del alcance de las armas de las fuerzas británicas se procedió a reparar el cañón de 100 mm y se efectuó un disparo de prueba hacia el mar. Tres militares argentinos fallecieron y nueve resultaron heridos.
El 25 de abril helicópteros del HMS Antrim detectaron y atacaron al submarino argentino ARA Santa Fe (S-21) enviado con refuerzos. Logró llegar trabajosamente a Grytviken y ser evacuado, quedó varado allí. El 26 de abril el control británico sobre el asentamiento fue restablecido al rendirse los comandos argentinos ante la llegada de fuerzas británicas. Tras la guerra, a principios de 1985, el ARA Santa Fe (S-21) fue remolcado hacia el Reino Unido como trofeo de guerra, pero nunca llegó a destino, pues se hundió en medio de un violento temporal. El suboficial Félix Artuso, tripulante del submarino, fue enterrado en el cementerio de Grytviken en donde permanece.

## Galería
|                                  |
| Grytviken en 1914, con la caleta |

|                    |
| Barcos abandonados |

|                                      |
| Grytviken con el Monte Hodges detrás |

|                                  |
| Vista de la Punta Coronel Zelaya |